# 刘国洪
刘国洪（1966年4月—），男，汉族，江苏江阴人，中华人民共和国政治人物。長期在国土资源部、自然资源部任職。曾任自然资源部党组成员、副部长，国家自然资源副总督察（兼），2025年1月起任自然资源部党组成员，国家林业和草原局局长。